# Сильверман, Сара
Сара Кейт Сильверман (англ. Sarah Kate Silverman; род. 1 декабря, 1970, Бедфорд, Нью-Гэмпшир, США) — американская актриса жанра стенд-ап, кино и телевидения; сатирик, автор многочисленных скетчей. Называет себя «еврейским комиком». Известна под псевдонимом Большая С (англ. Big S).
Сара Сильверман подчас затрагивает противоречивые, самые глубокие и запретные для сатиры темы: расизм, сексизм, религия, Холокост. Её сатиру признают оригинальной и далёкой от «анекдотов с акцентом».

## Ранние годы
Родилась в Бедфорде, выросла в Манчестере, штат Нью-Гэмпшир, в семье Бет Энн и Дональда Сильверман, выходцев из польских и российских евреев. Бет Энн работала фотографом в период избирательной кампании Джорджа Макговерна и основала театральную труппу New Thalian Players, в то время как Дональд обучался на социального работника, а также являлся владельцем магазина одежды Crazy Sophie’s Outlet. Родители Сары развелись и поженились снова.
Сара Сильверман младшая в семье, у неё три сестры: киносценарист Джоди Спайер, актриса Лора Сильверман и раввин Сюзан Сильверман, — а брат Джеффри Майкл умер во младенчестве. Сара родилась в еврейской семье, которая придерживалась светских взглядов и не была религиозной.
Первое выступление Сильверман в жанре стенд-ап комедии произошло в Бостоне, на тот момент ей было 17 лет, своё выступление она назвала «ужасным». По окончании школы Деррифилд в Манчестере, она посещала, но не окончила Нью-Йоркский университет, выступала в качестве стенд-ап комика в Гринвич-Виллидж.

## Карьера

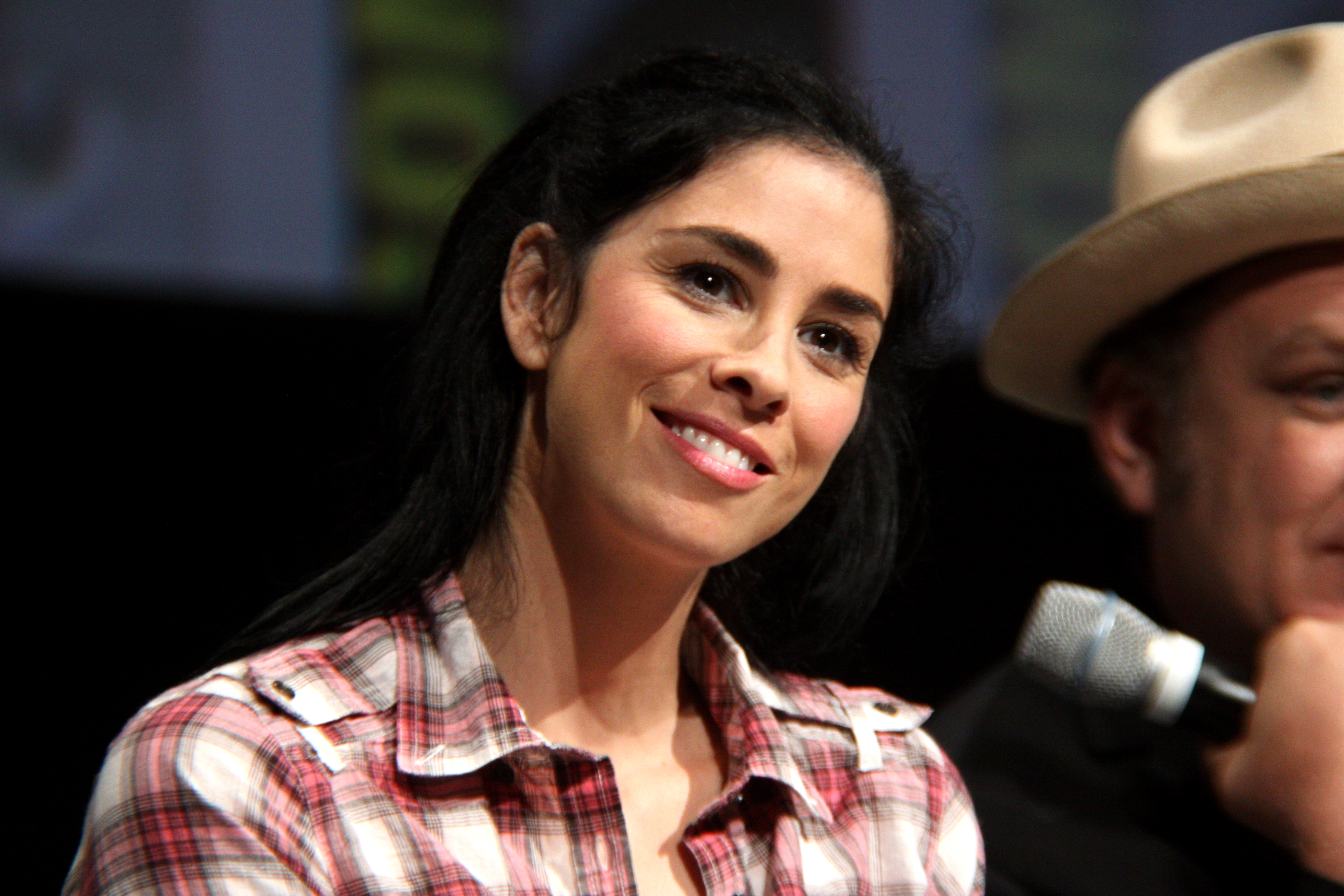
Сара Сильверман на Comic-Con в Сан-Диего, 2012 год

Сара Сильверман завоевала популярность в сезоне 1993—1994 годов в сатирическом ток-шоу «Субботним вечером в прямом эфире».
- Снялась в комедийном шоу HBO «Мистер Шоу с Бобом и Давидом».
- Снялась в телесериале «Сайнфелд» в 1997 году, в телесериале «Деньги», в фантастическом сериале «Звёздный путь: Вояджер».
- В 2002 году регулярно снималась в телешоу «Кролик Грэг».
- Снялась в фильмах «Скажи, не так ли?» (англ. Say It Isn't So), «Школа рока», «Путь оружия», «Заводной», «Сердцеедки», «Эволюция», «Миллион способов потерять голову», «Школа негодяев» (2006) и «Богема».
- В 2005 году озвучила роль в мультсериале «Том идёт к мэру» (эпизод «Pipe Camp»).
- 11 ноября 2005 года вышел фильм-концерт «Сара Сильверман: Иисус — это чудо», сопровождавшийся широкой и успешной PR-кампанией.
- 1 февраля 2007 года на телеканале Comedy Central вышел первый выпуск еженедельного собственного телешоу Сары Сильверман The Sarah Silverman Program.
- В 2011 году вышел фильм «Любит / Не любит» с Сильверман в главной женской роли.
- За роль в фильме «Я улыбаюсь в ответ» (2015) номинирована на Премию Гильдии киноактёров США за лучшую женскую роль.

## Личная жизнь
С 2002 по 2009 год Сара встречалась с Джимми Киммелом, телеведущим программы «Джимми Киммел в прямом эфире». В 2010 году некоторое время встречалась с писателем и продюсером Алеком Салкиным. С 2011 года по 2014 год встречалась с актёром Кайлом Данниганом. С 2014 года встречается с актёром Майклом Шином; в феврале 2018 года опубликовала в твиттере запись, что они расстались. При этом Сара ни разу официально не была замужем.
На протяжении всей жизни страдает от депрессивного расстройства, что в своё время вызвало её зависимость от препарата на основе алпразолама; затем перешла на лечение сертралином. В связи со своим психическим заболеванием приняла решение не заводить детей, поскольку они могли бы его унаследовать. Ещё одной проблемой в её жизни был энурез.
С десятилетнего возраста является вегетарианкой. Не религиозна, но отмечает свою принадлежность к еврейской культуре.

### Политический активизм

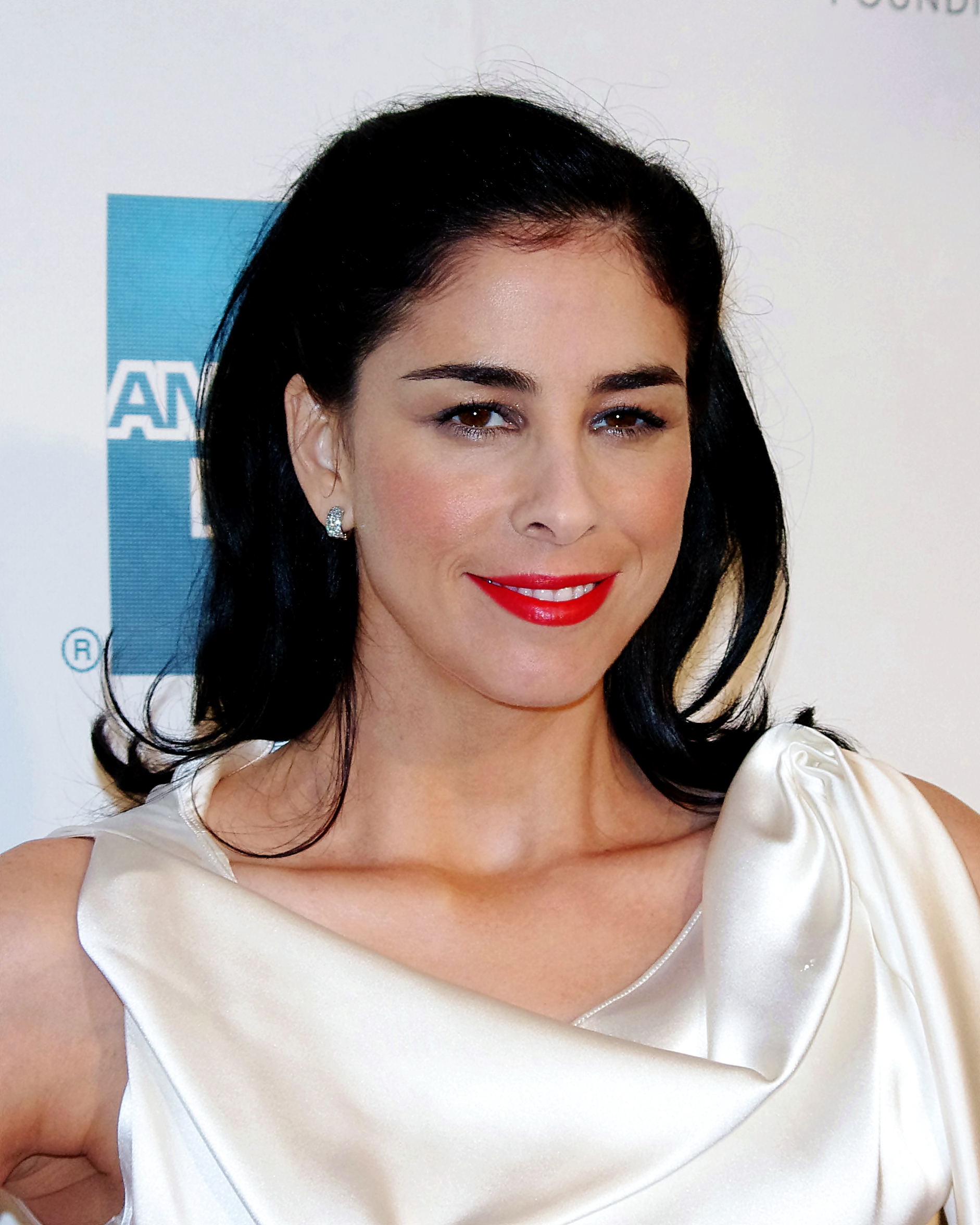
Сара Сильверман на кинофестивале Трайбека, 2012 год

Поддерживает Демократическую партию США, Демократических социалистов Америки и израильскую левосионистскую партию Мерец. Поддержала кандидатуру Берни Сандерса в качестве претендента демократов на должность президента США на выборах 2016 года. С 2015 года участвовала в его кампании, выступая на митингах сторонников Сандерса, а на конвенции Демократической партии в 2016 году призвала их голосовать за Хиллари Клинтон, утверждённую в качестве единого кандидата от партии. Майкл Грюнвальд на сайте Politico ввёл термин Silverman Democrats для обозначения сторонников Сандерса, последовавших его совету отдать свои голоса за Клинтон против Трампа.

## Номинации и награды
- 2004 — номинация на премию «Teen Choice Awards» за роль в фильме «Школа рока».
- 2007 — заняла 29 место в списке «Hot 100 of 2007» журнала «Maxim»[21].
- 2008 — премия «Эмми» и две номинации на премию «Эмми».
- 2009 — номинация на премию «Эмми» в категории Лучшая женская роль в комедийном телесериале за «Шоу Сары Сильверман».
- 2015 — номинация на премию Гильдии киноактёров США за лучшую женскую роль за фильм «Я улыбаюсь в ответ».

## Фильмография
| Год       |     | Русское название                                         | Оригинальное название                                | Роль                           |
| --------- | --- | -------------------------------------------------------- | ---------------------------------------------------- | ------------------------------ |
| 1990      | кор | Салат Цезаря                                             | Caesar's Salad                                       | девушка                        |
| 1993—1994 | с   | Субботним вечером в прямом эфире                         | Saturday Night Live                                  | разные роли                    |
| 1995—1997 | с   | Мистер Шоу с Бобом и Давидом                             | Mr. Show with Bob and David                          | разные роли                    |
| 1996      | с   | Звёздный путь: Вояджер                                   | Star Trek: Voyager                                   | Рэйн Робинсон                  |
| 1996—1998 | с   | Шоу Ларри Сандерса                                       | The Larry Sanders Show                               | Венди Трестон                  |
| 1997      | ф   | Кто Кабуз?                                               | Who's the Caboose?                                   | Сьюзан Андермен                |
| 1997      | с   | Сайнфелд                                                 | Seinfeld                                             | Эмили                          |
| 1997      | с   | Братская любовь                                          | Brotherly Love                                       | Роза                           |
| 1997      | с   | Военно-юридическая служба                                | JAG                                                  | лейтенант Шипарелли            |
| 1997      | с   | Голая правда                                             | The Naked Truth                                      | Эли Уолтерс                    |
| 1998      | тф  | Мистер Шоу и Невероятный, фантастический выпуск новостей | Mr. Show and the Incredible, Fantastical News Report | пикетирующая женщина           |
| 1998      | ф   | Ночная посылка                                           | Overnight Delivery                                   | Тарран                         |
| 1998      | ф   | Булворт                                                  | Bulworth                                             | второй ассистент               |
| 1998      | ф   | Все без ума от Мэри                                      | There's Something About Mary                         | Бренда                         |
| 1999      | тф  | Смог                                                     | Smog                                                 | девушка                        |
| 1999      | тф  | Вчера поздно вечером                                     | Late Last Night                                      | Джен                           |
| 1999      | ф   | Холостяк                                                 | The Bachelor                                         | Кэролайн                       |
| 2000      | тф  | Роки Таймс                                               | Rocky Times                                          | Кейт                           |
| 2000      | тф  | Супер Ботаники                                           | Super Nerds                                          | Гвен                           |
| 2000      | ф   | С какой ты планеты?                                      | What Planet Are You From?                            | женщина на самолёте            |
| 2000      | ф   | История одного похищения                                 | Screwed                                              | Хиллари                        |
| 2000      | с   | Манхэттен, Аризона                                       | Manhattan, AZ                                        | Дакота                         |
| 2000      | ф   | Путь оружия                                              | The Way of the Gun                                   | Raving Bitch                   |
| 2000      | мс  | Футурама                                                 | Futurama                                             | Мишель, озвучка                |
| 2001      | ф   | Чёрные дни                                               | Black Days                                           | женщина                        |
| 2001      | ф   | Скажи, что это не так                                    | Say It Isn't So                                      | Джина                          |
| 2001      | ф   | Сердцеедки                                               | Heartbreakers                                        | Линда                          |
| 2001      | ф   | Эволюция                                                 | Evolution                                            | Деннис                         |
| 2002      | ф   | Беги, Ронни, беги                                        | Run Ronnie Run                                       | журналистка                    |
| 2002      | кор | Стриптиз на шесте                                        | Strippers Pole                                       | актриса                        |
| 2002      | с   | Девушки с характером                                     | V.I.P.                                               | Люси Стентон                   |
| 2002      | тф  | Стремительно оседлать                                    | Saddle Rash                                          | Ханна Хэдстронг                |
| 2002      | с   | Кролик Грег                                              | Greg the Bunny                                       | Элисон Кайзер                  |
| 2003      | ф   | Школа рока                                               | The School of Rock                                   | Пэтти Ди Марко                 |
| 2003      | с   | Фрейзер                                                  | Frasier                                              | Джейн                          |
| 2003—2007 | с   | Говорящие куклы                                          | Crank Yankers                                        | Хедасса Губерман               |
| 2004      | кор | Никто не идеален                                         | Nobody's Perfect                                     | женщина                        |
| 2004      | тф  | Безымянный проект Фила Хендри                            | Untitled Phil Hendrie Project                        | озвучка                        |
| 2004      | мф  | Волосы дыбом                                             | Hair High                                            | Черри                          |
| 2004      | с   | Красавцы                                                 | Entourage                                            | Сара Сильверман                |
| 2004      | с   | Пилотный сезон                                           | Pilot Season                                         | Сьюзан Андермен                |
| 2004      | с   | ATHF                                                     | Aqua Teen Hunger Force                               | робот-нянька                   |
| 2004      | с   | Сумасшедшие за стеклом                                   | Drawn Together                                       | Бли                            |
| 2004—2008 | с   | Детектив Монк                                            | Monk                                                 | Марси Мэвен                    |
| 2005      | в   | Теперь это смешно                                        | Now That's Funny                                     | женщина                        |
| 2005      | ф   | Сара Сильверман: Иисус – это чудо                        | Sarah Silverman: Jesus Is Magic                      | Сара                           |
| 2005      | кор | Самые необычные космические исследования                 | The Most Extraordinary Space Investigations          | Джелли Ролл                    |
| 2005      | мс  | Американский папаша!                                     | American Dad!                                        | стриптизёрша                   |
| 2005      | с   | Том идёт к мэру                                          | Tom Goes to the Mayor                                | Барб Дандербарн                |
| 2005      | тф  | Валять дурака с Эминемом                                 | Eminem's Making the Ass                              | Хедасса                        |
| 2005      | ф   | Богема                                                   | Rent                                                 | Алекси Дарлинг                 |
| 2006      | ф   | С кем бы отведать сыра                                   | I Want Someone to Eat Cheese With                    | Бет                            |
| 2006      | ф   | Школа негодяев                                           | School for Scoundrels                                | Бекки                          |
| 2006      | с   | Робоцып                                                  | Robot Chicken                                        | разные роли, озвучка           |
| 2007      | в   | Футурама: Большой куш Бендера                            | Futurama: Bender's Big Score                         | Мишель, озвучка                |
| 2007—2010 | с   | Шоу Сары Сильверман                                      | The Sarah Silverman Program                          | Сара Сильверман                |
| 2008      | в   | Плохой ситуационист                                      | A Bad Situationist                                   | Джеми Шонлайк                  |
| 2009      | ф   | Святой Джон из Лас-Вегаса                                | Saint John of Las Vegas                              | Джилл                          |
| 2010      | ф   | Мир через замочную скважину                              | Peep World                                           | Чери Мейервиц                  |
| 2010—2014 | мс  | Симпсоны                                                 | The Simpsons                                         | Никки Маккена, Сара Сильверман |
| 2011      | с   | Хорошая жена                                             | The Good Wife                                        | Стефани Инглер                 |
| 2011      | с   | Дэцкая больница                                          | Childrens Hospital                                   | Бритчес                        |
| 2011      | ф   | Любит / Не любит                                         | Take This Waltz                                      | Джеральдина                    |
| 2011      | ф   | Маппеты                                                  | The Muppets                                          | Гритер                         |
| 2011      | с   | Убить скуку                                              | Bored to Death                                       | Лори                           |
| 2011—2013 | с   | Лига                                                     | The League                                           | Хизер                          |
| 2011—2015 | с   | Закусочная Боба                                          | Bob's Burgers                                        | Олли                           |
| 2012—2014 | с   | Луи                                                      | Louie                                                | Сара Сильверман                |
| 2012      | тф  | Сьюзан 313                                               | Susan 313                                            | Сьюзан Фэрроу                  |
| 2012      | ф   | Ральф                                                    | Wreck-It Ralph                                       | Ванилопа фон Кекс              |
| 2013      | кор | Мы не принадлежим                                        | We Do Not Belong                                     | девушка                        |
| 2013      | тф  | Люди в Нью-Джерси                                        | People in New Jersey                                 | Мелани Левин                   |
| 2014      | ф   | Соус                                                     | Gravy                                                | Бетани                         |
| 2014      | с   | Мэрон                                                    | Maron                                                | Сара Сильверман                |
| 2014      | ф   | Миллион способов потерять голову                         | A Million Ways to Die in the West                    | Рут                            |
| 2014      | с   | Мастера секса                                            | Masters of Sex                                       | Хелен                          |
| 2014      | кор | Копы, сперма, члены и полёт                              | Cops, Cum, Dicks, and Flying                         | Лейтенант Сильверман           |
| 2015      | ф   | Я вернулся, улыбаясь                                     | I Smile Back                                         | Лэйни                          |
| 2015      | с   | Мужчина ищет женщину                                     | Man Seeking Woman                                    | правая рука Джоша              |
| 2015      | ф   | Эшби                                                     | Ashby                                                | Джун Уоллис                    |
| 2017      | ф   | Книга Генри                                              | The Book of Henry                                    | Стелла                         |
| 2017      | ф   | Битва полов                                              | Battle of the Sexes                                  | Глэдис Хелдман                 |
| 2018      | ф   | Ральф ломает интернет: Ральф 2                           | Ralph Breaks the Internet: Wreck-It Ralph 2          | Ванилопа фон Кекс              |
| 2021      | мс  | Корпорация «Санта»                                       | Santa Inc.                                           | Кэнди Смоллс                   |